# Chính sách thị thực của Svalbard
Theo Na Uy, quần đảo Svalbard là vùng hoàn toàn miễn thị thực. Tất cả mọi người có thể sống và làm việc vô hạn bât kể họ có quốc tịch nào. Hiệp ước Svalbard cho phép tất cả công dân thuộc hiệp ước quyền lưu trú như là công dân Na Uy. Các quốc gia không thuộc hiệp ước cũng có thể sống và làm việc vô hạn không cần thị thực. Per Sefland, Thống đốc Svalbard khi đó, nói rằng "Nó là một hiệp ước mà cho tới nay chúng ta chưa tạo ra điểm khác biệt nào giữa công dân thuộc hiệp ước và những người ngoài hiệp ước". "Quy địch về từ chối và trục xuất khỏi Svalbard" được thi hành theo cơ sở không phân biệt chủng tộc. Lý do trục xuất bao gồm không tự nuôi được mình, và vi phạm pháp luật. Có thể quá cảnh trong ngày miễn thị thực tại sân bay Oslo khi bay thẳng đến Svalbard.
Hans-Henrik Hartmann, quản lý đơn vị pháp luật khi đó tại cục nhập cư của chính phủ Na Uy nói rằng, "Nếu một người muốn tìm chỗ ở mà bị từ chối định cư tại Na Uy thì người đó ở thể định cư tại Svalbard đến bất cứ lúc nào người đó muốn và phải tự trả tiền cho mình." "Trong quá khứ, người nhập cư mà bị từ chối thị thực tại Na Uy đại lục đã chuyển đến Longyearbyen, sống tại đó 7 năm và được trao quyền công dân Na Uy." Svalbard có chi phí sống cao. Đã có đề nghị đưa người tị nạn đến Svalbard. Chính sách thị thực mở của Svalbard được đề cập đến là lý do để cho Svalbard làm nơi định cư của người tị nạn.